# Марія Леттберг
Марія Леттберг (швед. Maria Lettberg; нар. 28 жовтня 1970, Рига) — шведська піаністка, яка проживає в Берліні. 

## Біографія і творчість
Марія Леттберг народилася в сім'ї професора російської літератури. У сім років Марія почала грати на фортепіано, її талант був рано помічений і підтриманий. Після закінчення Санкт-Петербурзької консерваторії вона продовжила навчання в Королівській вищій музичній школі Стокгольму, потім в Блумінгтоні (Індіанський університет) і в Гельсінкі (Академія імені Сібеліуса). Її вчителями були Тетяна Загоровська, Андрій Гаврилов, Пауль Бадура-Скода, Менахем Пресслер, Емануель Красовський, Роланд Понтінья і Матті Раекалліо. 
Концертний репертуар Марії Леттберг базується на музиці Брамса, Шумана, Ліста, Шопена і Скрябіна, а також Дебюссі, Прокоф'єва, Шнітке і Баха. Крім цих композиторів, вона регулярно виконує твори менш відомих авторів, зокрема, скандинавського і російського походження. Експерти високо оцінили запис фортепіанних концертів Зари Левіної, за яку Марія Леттберг номінована на премію Grammy Awards 2018 в категорії «Краще класичне інструментальне сольне виконання». 

## Робота над музикою Олександра Скрябіна
Марія Леттберг - визнана інтерпретаторка музики Олександра Скрябіна. У 2007 році вона записала всі його фортепіанні твори на восьми компакт-дисках. Після цього, у 2012 році вийшов запис ранніх, ще не пронумерованих опусів фортепіанних творів Скрябіна «Opus Posthum», які були видані після смерті композитора. На цьому ж диску записані композиції сина Скрябіна Юліана. Естетичні ідеї Скрябіна надихнули Марію Леттберг на створення двох проєктів під умовною назвою «Містерія» (в співдружності з Кайса Салми, Фінляндія та Андреєю Шмідт, Німеччина). В обох концертах концепція була досягнута шляхом з'єднання музичних і візуальних аспектів, заснованих на аналізі нотного тексту та естетики фортепіанних сонат Скрябіна. У 2008 році Марія Леттберг отримала ступінь доктора музики в Академії імені Сібеліуса. Тема її докторської дисертації - «Історичний огляд тенденцій в інтерпретації фортепіанної сонати № 10 Скрябіна - порівняльний піаністичний аналіз». 

## Записи
- 2007: Олександр Скрябін : Сольні фортепіанні твори, повний запис 8 CD-Box + DVD «Містерія» - мультимедійний проєкт (Deutschlandradio Kultur / Capriccio)
- 2008: Альфред Шнітке : Концерти для фортепіано № 1-3. Єва Купець і Марія Леттберг, Симфонічний оркестр Берлінського радіо / Франк Штробель (Deutschlandradio Kultur / Phoenix Edition)
- 2011: Ерккі Мелартін : Сольні фортепіанні твори, 2 CD-Set (Deutschlandradio Kultur / Crystal Classics)
- 2011: Альфред Шнітке : Камерний концерт (фортепіанний концерт №2); тріо для фортепіано, скрипки та віолончелі; квартет для фортепіано, скрипки, альта і віолончелі; Симфонічний оркестр Берлінського радіо / Франк Штробель, Петерсен-квартет (Deutschlandradio Kultur / Crystal Classics)
- 2012: «Opus Posthum»: Олександр і Юліан Скрябін, ранні фортепіанні твори (Deutschlandradio Kultur / Es-Dur Hamburg)
- 2013: «Зачарований сад» : фортепіанні транскрипції творів Михайла Глінки, Миколи Римського-Корсакова та Ігоря Стравінського (Deutschlandradio Kultur / Es-Dur Hamburg)
- 2015 рік: «Поема екстазу»: твори Олександра Скрябіна, Олів'є Мессіана, Франца Ліста, Манфреда Келкеля і Харальда Бантера (Deutschlandradio Kultur / Es-Dur Hamburg)
- 2017: Зара Левіна : Концерти для фортепіано № 1-2. Марія Леттберг, Симфонічний оркестр Берлінського радіо / Аріан Матіяк (Deutschlandradio Kultur / Capriccio)

## Публікації
- Леттберг, Марія: Фортепіанне тріо Альфреда Шнітке: Вивчення і виконання. The Practice of Practising (Orpheus Research Centre in Music Series), Leuven University Press, 2011[11]
- Леттберг, Марія: Олександр Скрябін-піаніст. Технічні аспекти та естетичні принципи. Finaali, Journal of Musical Performance and Research, Sibelius Akademie, 2004
- Леттберг, Марія: Історичний огляд тенденцій в інтерпретації фортепіанної сонати № 10 Олександра Скрябіна - порівняльний піаністичний аналіз. Sibelius Akatemia, DokMus-tohtorikoulu, EST numero 20, 2012